# Pega-de-bico-preto
A pega-de-bico-preto (Pica hudsonia), também conhecida como pega-americana, é uma ave da família dos corvídeos encontrada na metade ocidental da América do Norte. Ela é preta e branca, com as asas e a cauda apresentando áreas pretas e toques iridescentes de azul e verde-azulado. No passado, acreditava-se que era uma subespécie da pega-rabuda (Pica pica), mas foi colocada em sua própria espécie em 2000 com base em estudos genéticos.
Essa espécie prefere habitats geralmente abertos com grupos de árvores, mas também pode ser encontrada em fazendas e áreas suburbanas. Historicamente associada a rebanhos de bisões, ela agora pousa nas costas do gado para coletar carrapatos e insetos. As pegas-de-bico-preto geralmente seguem grandes predadores, como lobos, para se alimentarem de suas presas. A espécie também caminha ou pula no chão, onde obtém alimentos como besouros, gafanhotos, minhocas e pequenos roedores.
A pega-de-bico-preto constrói ninhos em forma de cúpula, feitos de galhos e localizados perto do topo das árvores, geralmente abrigando de seis a sete ovos. A incubação, feita apenas pela fêmea, começa quando a ninhada está completa e dura de 16 a 21 dias. O período de nidificação é de três a quatro semanas. As pegas-de-bico-preto na natureza têm uma expectativa de vida de seis a sete anos.
As pegas-de-bico-preto têm uma longa história com os seres humanos, aparecendo em histórias contadas por tribos indígenas das Grandes Planícies. Quando perseguida, ela se torna muito cautelosa, mas, fora isso, é bastante tolerante com a presença humana. Devido à percepção de seu impacto negativo sobre o gado e as aves de caça, as pegas-de-bico-preto foram caçadas como praga durante o século XX, e sua população sofreu com isso. Atualmente, são considerados uma espécie pouco preocupante pela IUCN e são comumente vistos em toda a sua área de distribuição.

## Taxonomia e sistemática

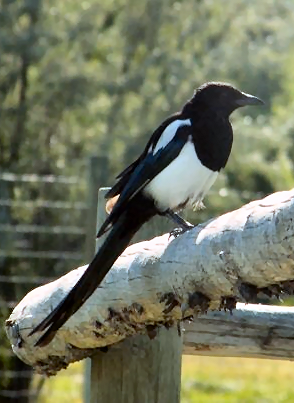
No Yellowstone Bear World (perto de Idaho Falls, Idaho).

A pega-de-bico-preto foi originalmente descrita em 1823 como Corvus Hudsonius por Joseph Sabine. Em encontros anteriores com a espécie, antes de sua descrição, presumiu-se que se tratava da pega-rabuda (Pica pica) devido às semelhanças visuais. Com base no tamanho menor da pega-de-bico-preto e no comprimento maior da cauda e da asa, ela foi classificada como a subespécie P. pica hudsonia. O nome genérico Pica é a palavra latina para "pega", e o nome específico hudsonia é uma homenagem ao explorador inglês Henry Hudson.
A palavra "magpie" (pega) vem de uma combinação de "Mag", que era um apelido para Margaret, e "pie", que era a palavra em inglês médio para a pega-rabuda. O nome Margaret foi associado à tagarelice no início do século XV e foi aplicado à pega porque se acreditava que suas vocalizações soavam como uma pessoa tagarelando.
A pega-de-bico-preto era amplamente considerada coespecífica com a pega-rabuda até que estudos de DNA mitocondrial mostraram uma divergência relativamente alta entre as duas espécies. Também foi demonstrado que a pega-de-bico-preto estava mais intimamente relacionada com a pega-de-bico-amarelo [en] da Califórnia (Pica nuttalli). As pegas-de-bico-preto também apresentam comportamentos sociais e vocalizações diferentes da pega-rabuda, indicando ainda mais a existência de espécies separadas. Em 2000, a American Ornithologists' Union reconheceu a pega-de-bico-preto como uma espécie separada, a Pica hudsonia.
Evidências fósseis sugerem que a pega norte-americana ancestral chegou à sua área de distribuição atual por volta de meados do Plioceno, aproximadamente 3-4 milhões de anos atrás, tendo cruzado a Ponte Terrestre de Bering. A partir daí, as populações da Eurásia e da América do Norte começaram a se diferenciar. A linhagem da pega-de-bico-amarelo provavelmente se separou logo depois, devido à elevação da Serra Nevada e ao início de uma era do gelo. Uma diferença genética comparativamente baixa, no entanto, sugere que algum fluxo gênico entre as pegas-de-bico-preto e de bico-amarelo ainda ocorreu durante os períodos interglaciais até o Pleistoceno.

## Descrição

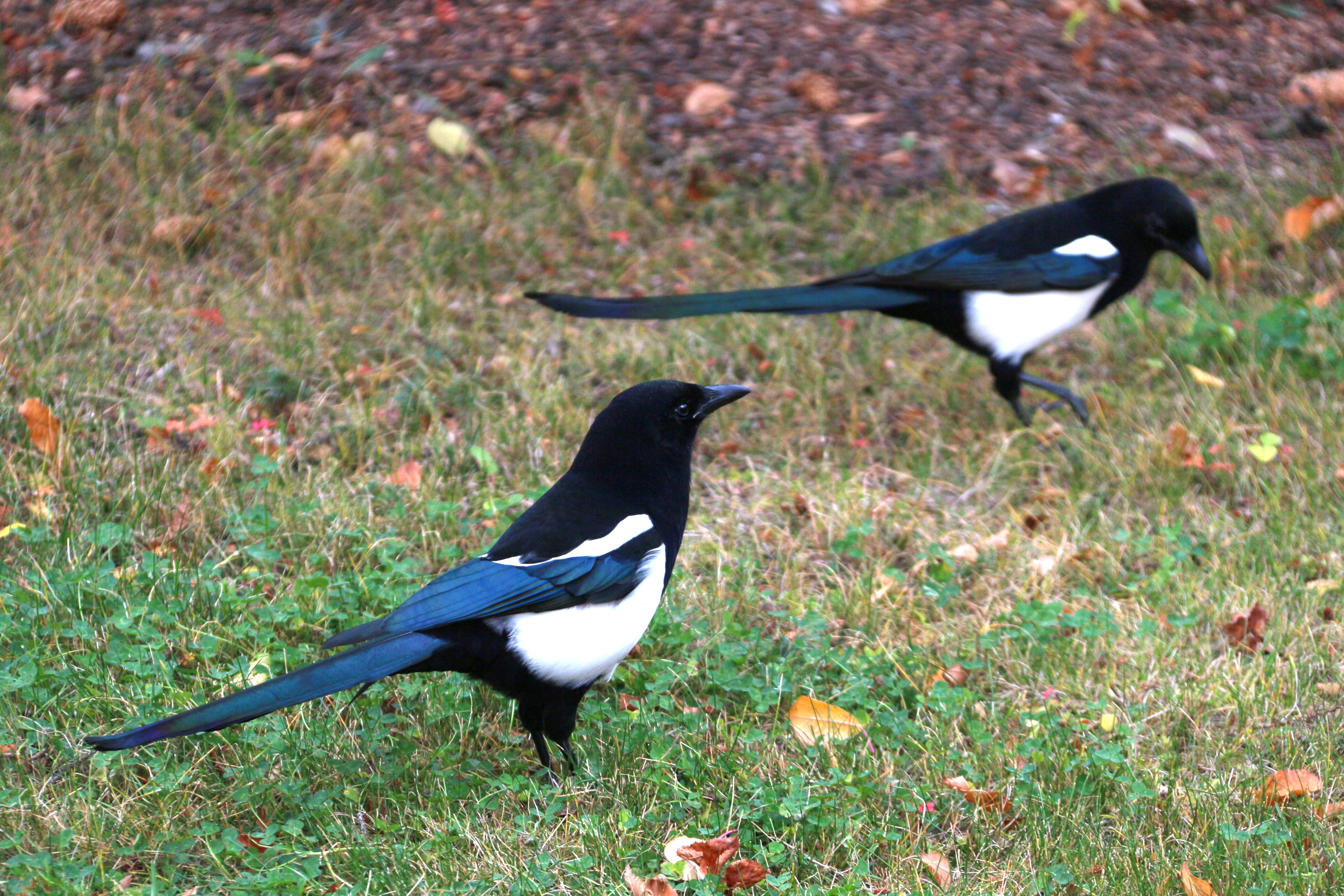
Um par de pegas mostrando asas e cauda azul-esverdeadas iridescentes.

A pega-de-bico-preto é uma ave inconfundível em sua área de distribuição. É uma ave de tamanho médio que mede de 45 a 60 centímetros da ponta à cauda. Sua cor é predominantemente preta, com escápulas, barriga e rémiges primárias brancas, e as asas e a cauda são de um azul-esverdeado iridescente. A cauda é composta de penas longas e em camadas, sendo que o par do meio se estende mais do que o resto. O bico é uniformemente preto, oblongo e fracamente curvado em direção à ponta. Os adultos também têm íris pretas.
Ao contrário de outros membros da família dos corvídeos, a pega-de-bico-preto é dimórfica em tamanho e peso, embora possa haver sobreposição entre os sexos. Os machos são, em média, de 6% a 9% maiores e de 16% a 24% mais pesados do que as fêmeas, com 167 a 216 gramas, uma corda máxima individual de 205 a 219 milímetros e comprimentos de cauda de 230 a 320 milímetros. As fêmeas pesam entre 141-179 gramas, têm cordas máximas individuais de 175-210 milímetros e comprimentos de cauda de 232-300 milímetros.

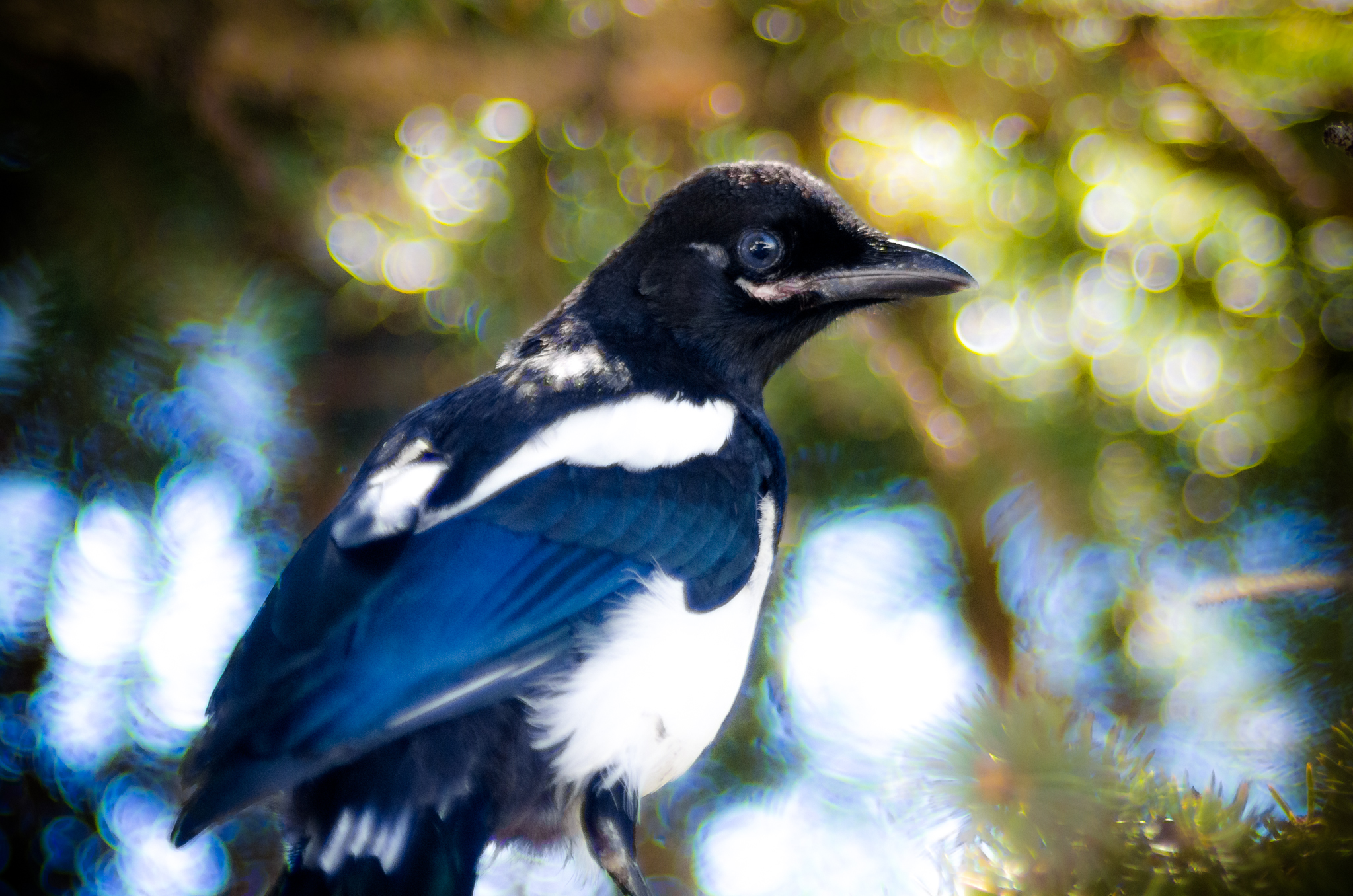
Um juvenil com íris cinza e revestimento bucal rosa ligeiramente visível.

Os juvenis têm menos iridescência nas asas e na cauda, escápulas e barriga mais amareladas e não têm as penas longas características da cauda. Suas rectrizes são tipicamente mais redondas e estreitas, e têm mais preto nas pontas das asas em comparação com os adultos maduros. Eles também têm o revestimento da boca rosa e íris cinza. Todas as características juvenis normalmente desaparecem na ecdise do primeiro ano.
A pega-de-bico-preto pode ser distinguida da pega-de-bico-amarelo por sua cauda mais longa e pela cor do bico. As pegas-rabudas são visualmente muito semelhantes às pegas-de-bico-preto; no entanto, as pegas-rabudas são um pouco maiores e têm cauda e asas mais curtas. Elas também podem ser distinguidas com base em suas diferentes vocalizações, bem como por suas faixas não sobrepostas.

### Vocalizações
As vocalizações da pega-de-bico-preto consistem em vários chamados descritos como ronronos, gritos e grasnidos, mas o mais comum é um chamado de alarme, chamado de tagarelice, que é descrito como um ka-ka-ka-ka, às vezes precedido por um skah-skah. Esse canto é muito diferente do da pega-rabuda e é semelhante ao da pega-de-bico-amarelo. Pelo menos uma pega-de-bico-preto, que vive com humanos, aprendeu a imitar a fala humana.

## Distribuição e habitat
As pegas-de-bico-preto geralmente não são migratórias, mas ocorrem alguns movimentos no inverno. Embora o motivo exato desses movimentos seja desconhecido, acredita-se que seja resultado da dispersão pós-reprodução e do retorno subsequente aos locais de nidificação. Essa espécie se estende da costa sul do Alasca, sudoeste do Território de Yukon, centro da Colúmbia Britânica, Alberta, Saskatchewan e Manitoba ao norte, passando pelas Montanhas Rochosas até o sul de todos os estados da região, incluindo Novo México, Colorado, Utah, Wyoming, Idaho e alguns estados limítrofes. A área de distribuição pode se estender até o leste do norte de Minnesota e Iowa, com registros casuais no norte de Wisconsin e na parte superior de Michigan, mas acredita-se que seja limitada mais ao leste e ao sul pela alta temperatura e umidade. A espécie está ausente na Califórnia, a oeste da Cordilheira das Cascatas e Serra Nevada, onde é substituída pela pega-de-bico-amarelo.
Durante a época de reprodução, o habitat preferido são as zonas ripárias com matas. A predileção por habitats abertos com grupos de árvores significa que a espécie vive em prados e subúrbios. Fora da época de reprodução, as pegas podem ser encontradas em seu habitat de reprodução, mas também perto de confinamentos, elevadores de grãos, aterros sanitários e ao redor de celeiros e casas.

## Comportamento

### Reprodução e nidificação

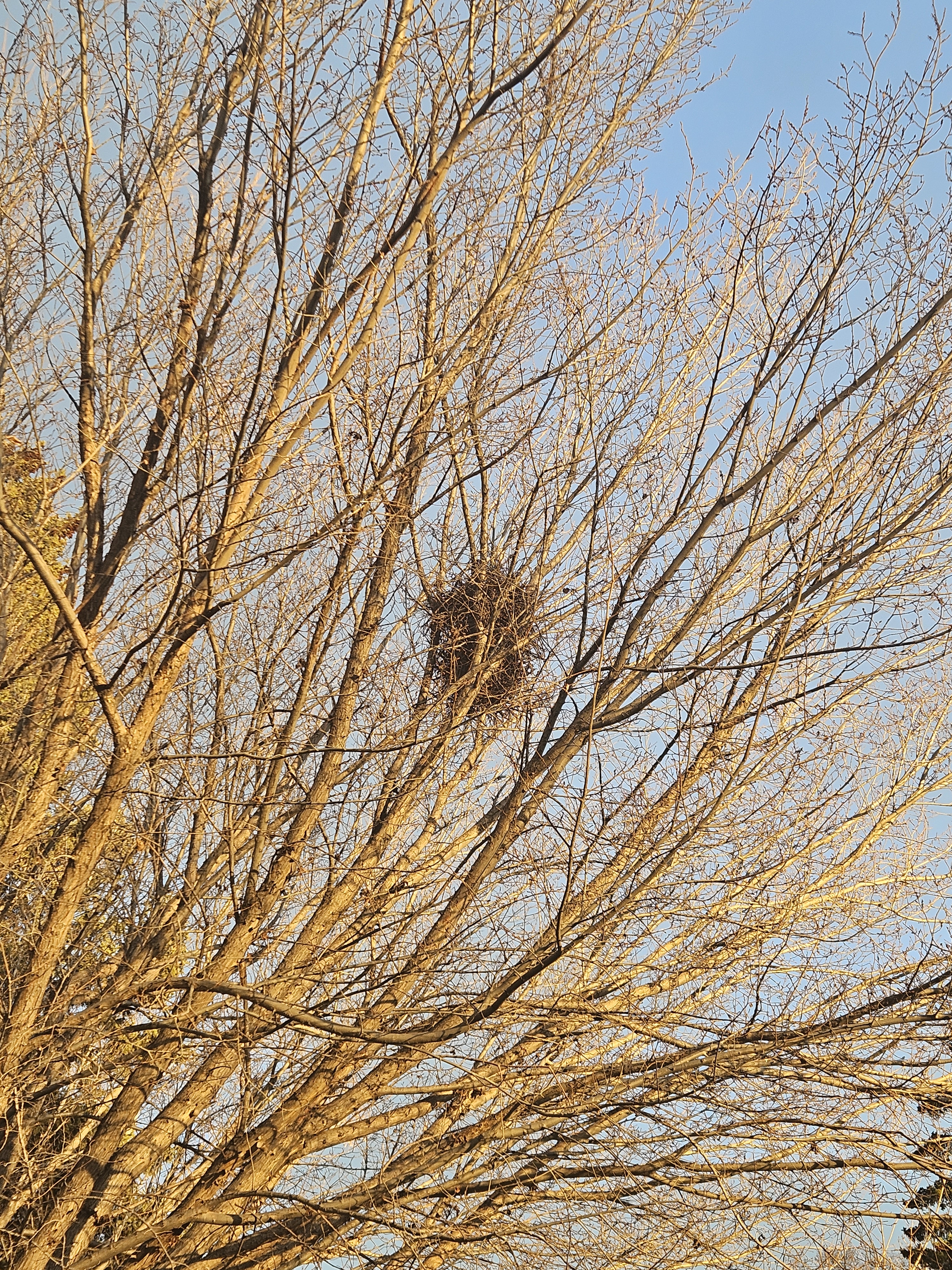
Um ninho abandonado visto no outono.

A pega-de-bico-preto adulta geralmente forma pares que duram o ano todo e, muitas vezes, por toda a vida; nesse caso, a pega restante pode encontrar outro parceiro. Os "divórcios" são possíveis; um estudo em Dakota do Sul encontrou baixas taxas de divórcio (8%), mas um estudo em Alberta descobriu que os pares tinham uma taxa de divórcio de 63% em um período de 7 anos.
As pegas-de-bico-preto fazem seus ninhos individualmente e geralmente os colocam perto do topo das árvores. Somente a árvore do ninho e seus arredores imediatos são defendidos e, portanto, é possível que os ninhos fiquem agrupados em um local. Quando isso acontece (geralmente em áreas com um número limitado de árvores ou com recursos alimentares abundantes), forma-se uma colônia difusa. Nesse aspecto, a pega-de-bico-preto é intermediária entre a pega-rabuda, cujos ninhos são muito mais espalhados porque um grande território é defendido em torno de cada ninho, e a pega-de-bico-amarelo, que é sempre uma colônia flexível.
Os ninhos são acúmulos flexíveis, porém grandes, de galhos, ramos, grama, raízes, lama, pelos e outros materiais. Os galhos e os ramos constituem a base e a estrutura, enquanto a lama é usada como âncora. O "copo" do ninho é forrado com materiais encontrados nas proximidades, geralmente grama, raízes e outros materiais macios. Um capuz ou cúpula está presente em quase todos os ninhos e é formado por galhos e ramos que são montados de forma solta. O ninho geralmente tem uma única entrada lateral. Os ninhos são construídos por ambos os sexos durante 40 a 50 dias, começando em fevereiro (embora mais tarde nas partes do norte da área de distribuição). Foi demonstrado que os ninhos são bastante duráveis e, ocasionalmente, ninhos antigos são consertados e reutilizados em várias temporadas de reprodução.
Se forem regularmente perturbados, os pares de pega-de-bico-preto defenderão agressivamente seu ninho. Se as perturbações continuarem, eles acabarão movendo os ovos ou abandonando a ninhada por completo. Biólogos que subiram em árvores de ninhos para medir os ovos de pega relataram que os pais os reconheceram pessoalmente nos dias seguintes e começaram a se aproximar deles, ignorando outras pessoas nas proximidades.
As pegas-de-bico-preto geralmente começam a se reproduzir no final de março e a temporada de reprodução termina no início de julho. Embora normalmente só façam ninhos uma vez por ano, um segundo ninho pode ocorrer se o ninho inicial falhar precocemente. O tamanho médio da ninhada é de seis ou sete ovos, mas as fêmeas podem botar até treze ovos. Os ovos são cinza-esverdeados, marcados com marrom e com 33 mm de comprimento. A incubação dura de 16 a 21 dias e é feita apenas pela fêmea. A eclosão geralmente é assíncrona e os filhotes nascidos são altriciais, criados pela fêmea, mas alimentados por ambos os sexos. Os juvenis são capazes de voar de 3 a 4 semanas após a eclosão e se alimentam com os adultos por cerca de dois meses antes de partirem para se juntar a outros pegas juvenis. O sucesso da procriação (geralmente de 3 a 4 filhotes por ninho) é menor do que o tamanho típico da ninhada; essa não é uma situação incomum em espécies com eclosão assíncrona, já que alguns filhotes frequentemente morrem de fome. As pegas-de-bico-preto atingem a maturidade sexual com um ou dois anos de idade. A vida útil da espécie na natureza é de cerca de quatro a seis anos.

### Alimentação

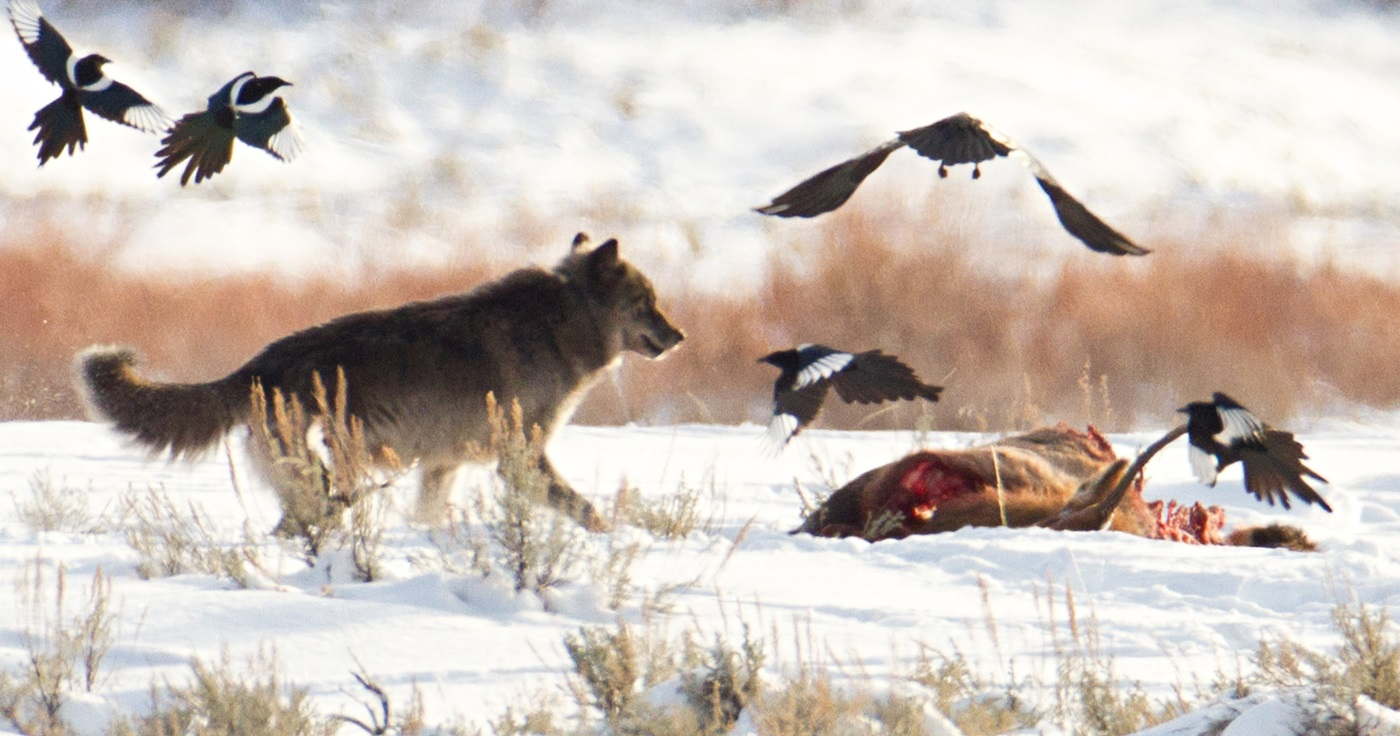
Recolhendo os restos de um animal.

A pega-de-bico-preto é um onívoro oportunista, que come tudo o que está disponível, incluindo carniça, insetos, sementes, bagas e nozes. Quando vivem perto de seres humanos, também comem lixo e alimentos de animais de estimação ou de gado que são alimentados fora de casa. Sabe-se que caçam roedores, répteis, anfíbios, pequenos pássaros e também foram vistos comendo ovos de outros pássaros. As pegas-de-bico-preto se alimentam principalmente de matéria animal durante o verão e, no inverno, passam a se alimentar de mais vegetação. Os filhotes são alimentados quase exclusivamente com matéria animal. Os pegas geralmente se alimentam no chão, arranhando com os pés ou com o bico para revirar o solo. Elas costumam seguir grandes predadores, como lobos, para se alimentarem ou roubarem o que eles matam. Às vezes, elas pousam em grandes mamíferos, como alces, gado ou veados, para pegar os carrapatos que costumam atormentar esses animais.

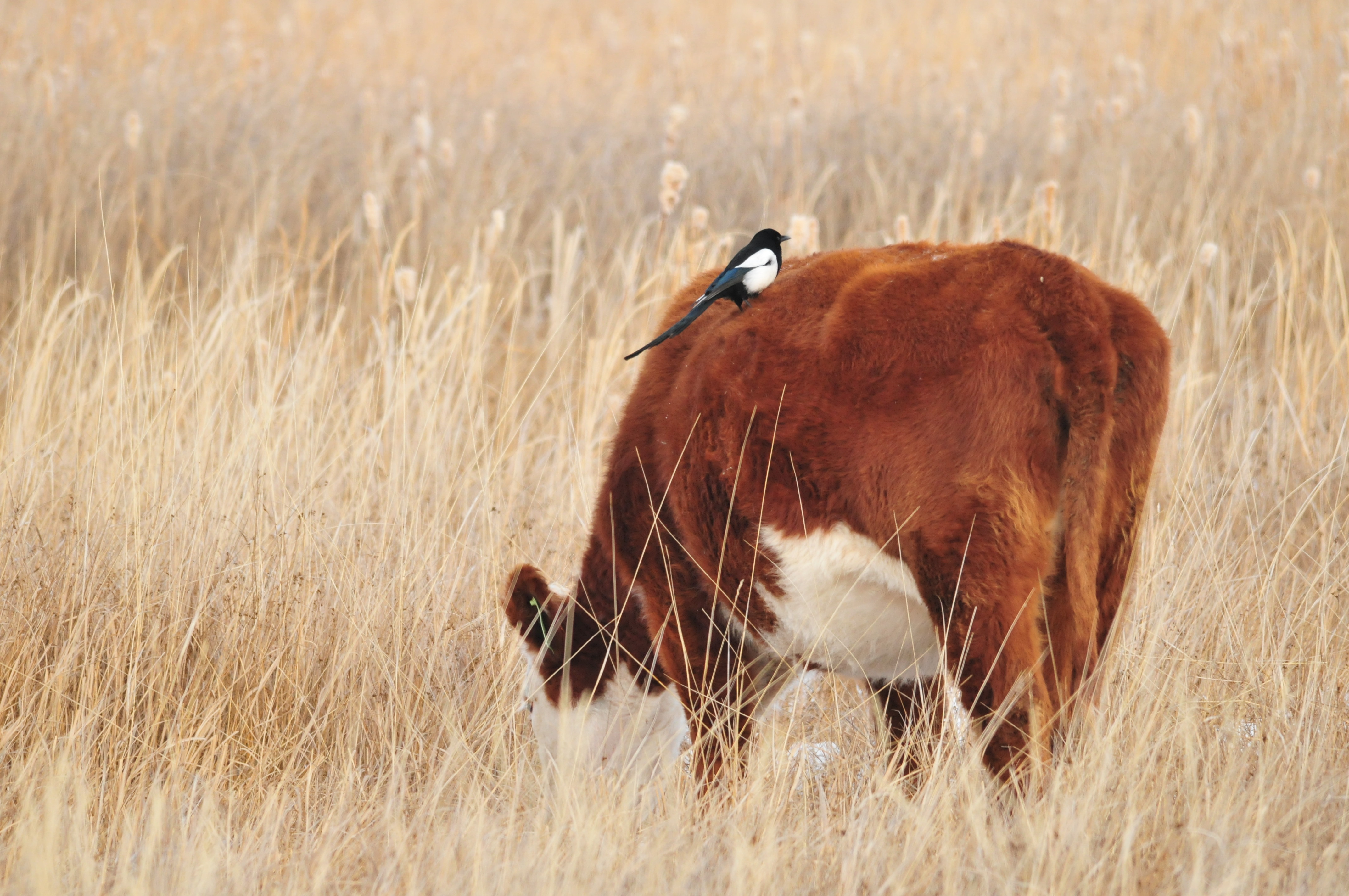
Alimentando-se de insetos nas costas de uma vaca.

As pegas-de-bico-preto também são conhecidas por fazer esconderijos de alimentos no solo, de forma dispersa. Para fazer um esconderijo, a ave empurra ou martela seu bico no solo (ou na neve), formando um pequeno buraco no qual deposita os itens alimentares que estava segurando em uma pequena bolsa sob a língua. No entanto, ela pode mover o alimento para outro local, principalmente se outras pegas nas proximidades estiverem observando. O roubo de esconderijos é bastante comum, portanto, uma pega costuma fazer vários esconderijos falsos antes de um verdadeiro. O esconderijo final é coberto com grama, folhas ou galhos. Depois disso, o pássaro vira a cabeça e olha para o esconderijo, possivelmente para memorizar o local. Esses esconderijos são de curto prazo; o alimento geralmente é recuperado em alguns dias, ou o pássaro nunca mais volta. O pássaro realoca seus esconderijos pela visão e também pelo olfato; durante o roubo de esconderijos, o olfato é provavelmente a principal pista.

### Interações sociais
As pegas-de-bico-preto costumam formar bandos flexíveis fora da época de reprodução. As hierarquias de dominância geralmente se desenvolvem dentro desses bandos, mais linearmente entre os machos do que entre as fêmeas. Os dominantes podem roubar alimentos dos subordinados. Interações agressivas também ocorrem em fontes pontuais de alimento. Surpreendentemente, os machos jovens parecem ser dominantes em relação aos machos adultos, embora isso possa simplesmente refletir a falta de motivação dos adultos para se envolverem em brigas, já que podem encontrar comida com mais facilidade. As brigas são raras e envolvem saltos e chutes. A dominância é geralmente estabelecida por meio de exibições, como esticar o corpo lateralmente com o bico levantado e a membrana nictitante do olho piscando (somente no lado do oponente).
As pegas costumam se reunir animadamente em árvores perto do corpo de uma pega morta, chamando em voz alta, um comportamento pouco compreendido chamado de funeral.

### Empoleiramento
As pegas tendem a se empoleirar em grupo no inverno. Todas as noites, elas voam, geralmente em grupos e às vezes por longas distâncias, para chegar a locais seguros de empoleiramento, como árvores ou arbustos densos que impedem o movimento de predadores ou, em latitudes mais altas, coníferas densas que oferecem boa proteção contra o vento. No Canadá, elas chegam ao local de empoleiramento no início da noite e saem no final da manhã em dias mais frios. No local de empoleiramento, elas tendem a ocupar as árvores individualmente; não se amontoam. Eles dormem com o bico enfiado sob as penas escapulares (ombros) e traseiras, adotando essa posição mais cedo em noites mais frias. Durante a noite, eles também podem regurgitar na forma de plumadas as partes não digeridas do que comeram durante o dia. Essas plumadas podem ser encontradas no chão e usadas para determinar pelo menos parte da dieta das aves.

### Voo

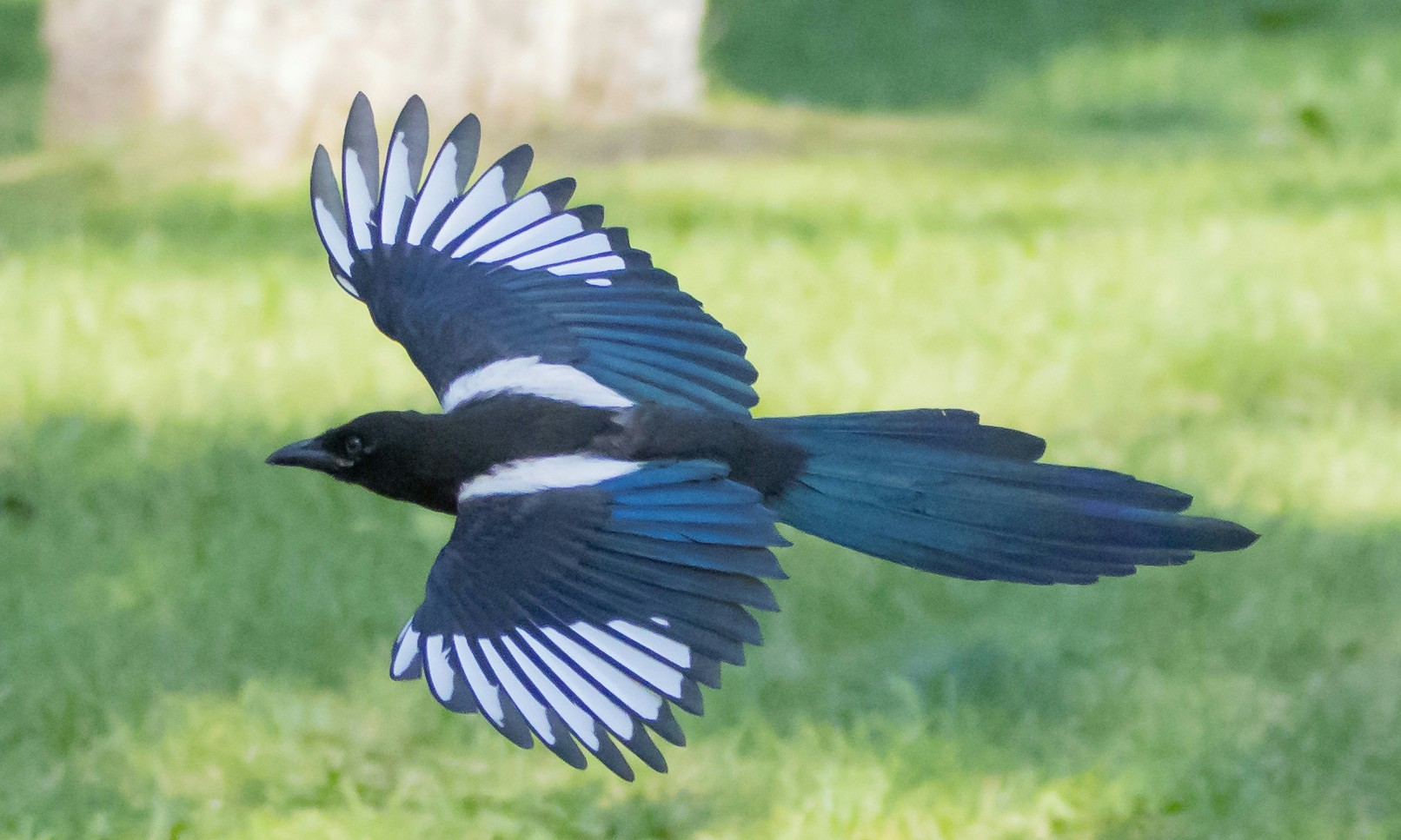
Pega-do-bico-preto vista em voo.

O voo nivelado parece lento e trabalhoso. Conforme medido em túneis de vento, as velocidades mínima e máxima de voo sustentado são de 14,5 e 50 km/h, respectivamente. O voo é comumente interrompido por fases não flutuantes. As descidas das alturas consistem em repetidos swoops em forma de J com as asas quase fechadas.

## Relação com humanos
As pegas-de-bico-preto aparecem em histórias contadas por várias tribos indígenas das Grandes Planícies. Uma história, às vezes conhecida como "A Grande Corrida", mostra uma pega trabalhando com humanos em uma corrida contra o bisão para determinar quem seria o caçador e quem seria a presa. A corrida foi vencida por pouco pela pega, que se agarrou às costas do bisão até quase o final, fazendo dos humanos os caçadores e do bisão a caça.
Quando Lewis e Clark encontraram pegas-de-bico-preto pela primeira vez em 1804, na Dakota do Sul, eles relataram que as aves eram muito ousadas, entravam em tendas e pegavam comida da mão dos humanos. Antigamente, as pegas seguiam os rebanhos de bisões-americanos, dos quais colhiam carrapatos e outros insetos, bem como as tribos indígenas que caçavam os bisões para que pudessem limpar as carcaças. Quando os rebanhos de bisões foram devastados na década de 1870, as pegas mudaram para o gado e, na década de 1960, também se mudaram para as cidades emergentes do Oeste. Atualmente, as pegas-de-bico-preto permanecem relativamente mansos em áreas onde não são caçados. No entanto, elas se tornam muito cautelosas em áreas onde são frequentemente abatidas ou perturbadas. Acreditava-se que as pegas-de-bico-preto eram prejudiciais à população de aves de caça (porque às vezes roubavam ovos de pássaros) e ao gado doméstico (bicando feridas no gado) e foram sistematicamente presas ou abatidas durante a primeira metade do século XX. Em muitos estados, foram oferecidas recompensas de um centavo por ovo ou dois centavos por cabeça. Em 1933, caçadores de recompensas no condado de Okanogan, em Washington, mataram 1.033 pegas. As pegas também morreram por ingerir veneno preparado para predadores.
As pegas-de-bico-preto são consideradas uma praga por alguns devido à sua reputação de roubar ovos de pássaros canoros. Estudos demonstraram, no entanto, que os ovos constituem apenas uma pequena proporção da alimentação das pegas durante a estação reprodutiva e que as populações de pássaros canoros não se saem pior na presença das pegas.
Uma concepção errônea comum sobre as pegas em geral é que elas gostam de roubar coisas brilhantes ou reluzentes. Essa reputação pertence à pega-rabuda (Pica pica) e não à pega-do-bico-preto e, de qualquer forma, um experimento realizado na Universidade de Exeter mostrou que a reputação não é merecida. As pegas-rabudas demonstraram cautela com objetos brilhantes em vez de serem atraídas por eles.

## Status de conservação
Devido à sua ampla distribuição e população geralmente estável, a pega-de-bico-preto é classificada como uma espécie pouco preocupante pela União Internacional para a Conservação da Natureza. A partir de 2015, o governo do Canadá estima que a população esteja entre 500.000 e 5.000.000 de adultos.
Nos Estados Unidos, as pegas-de-bico-preto são protegidas pelo Tratado sobre Aves Migratórias, mas "[a] permissão federal não será exigida para controlar ... ... [pegas] quando encontradas cometendo ou prestes a cometer depredações em árvores ornamentais ou de sombra, plantações agrícolas, gado ou vida selvagem, ou quando concentradas em número e de forma a constituir um risco à saúde ou outro incômodo". As regulamentações estaduais ou locais podem limitar ou proibir o abate dessas aves também.
No Canadá, entretanto, as pegas-de-bico-preto não aparecem na lista de aves protegidas pela Lei da Convenção sobre Aves Migratórias. As leis provinciais também se aplicam, mas em Alberta, as pegas podem ser caçadas e aprisionadas sem licença.
Um prejuízo para a população geral de pegas-de-bico-preto são os produtos químicos tóxicos, especialmente os pesticidas tópicos aplicados nas costas do gado. Como a pega-de-bico-preto às vezes pega carrapatos das costas do gado, isso é um problema. Entretanto, em algumas áreas, ela se beneficiou da fragmentação da floresta e dos desenvolvimentos agrícolas. Como muitos corvídeos, ela é suscetível ao vírus do Nilo Ocidental.